# Balantiopteryx io
Balantiopteryx io је сисар из реда слепих мишева (Chiroptera). 

## Угроженост
Ова врста се сматра рањивом у погледу угрожености врсте од изумирања.

## Распрострањење
Ареал врсте је ограничен на мањи број држава. 
Врста има станиште у Мексику, Гватемали и Белизеу.

## Станиште
Станиште врсте су шуме. 